# شهرهای ساسانی
بنای شهرهای نو و گسترش و تجدیدبنای شهرهای کهن در زمان ساسانیان باعث فزونی شهرها در ایران‌زمین شد. به تقریب، بیشتر شاهان ساسانی به ساخت شهرهای نو پرداختند. شهرهایی که توسط فرمانروایان بنیاد یافته یا احیاء می‌شدند، طبق سنت معمول با نام شاهان همراه بودند و واژه‌هایی که به آن‌ها افزوده می‌شد که اغلب حامل شادی، شکوه و عظمت، نیک‌بختی و پیروزی فرمانروا یا مفاهیم مشابه آن‌ها بود.

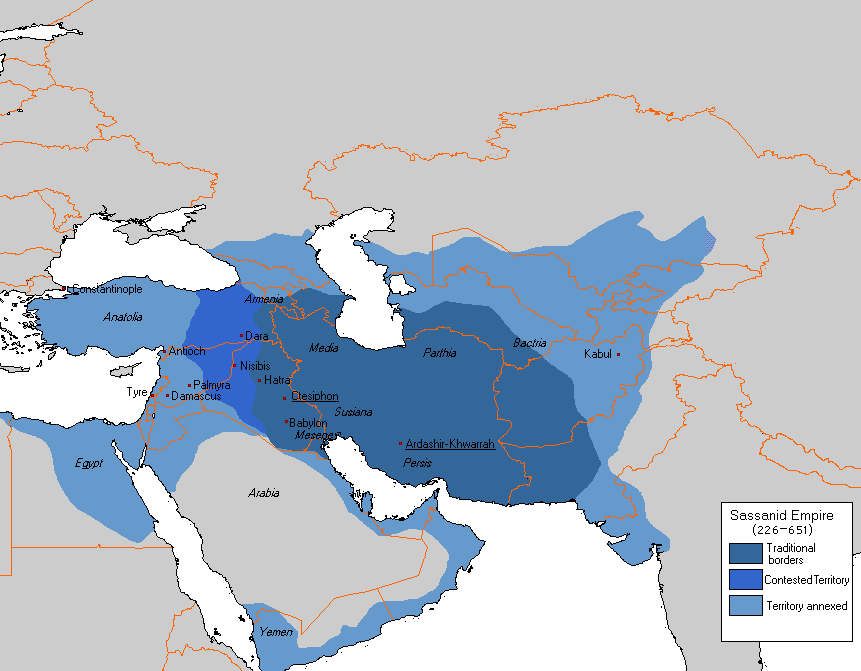
نقشهٔ ایران در دوران ساسانیان از سال ۲۲۶ تا ۶۵۱ میلادی؛ قلمرو شاپور یکم (آبی پررنگ) متصرفات خسرو پرویز (آبی کم‌رنگ).

نام اغلب این شهرها در روایات ایرانی و عربی و کتاب‌های تاریخی ثبت گردیده است. بیشتر این کتاب‌ها ترجمه و برگردان خداینامک‌های دوران ساسانی هستند. از منابع دیگر رساله‌ای به زبان فارسی میانه، به نام شهرستان‌های ایران است. این رساله شامل اسم و شرح ساختن عده‌ای از شهرهای بزرگ توسط فرمانروایان ایران از قدیم‌ترین ایام تا زمان ساسانیان استکه در آن پایه‌گذاری بیش از ۲۶ شهر به فرمانروایان ساسانیان نسبت داده شده است. همچنین کتیبه شاپور یکم در نقش رستم که فهرست شهرهایی که در قلمرو شاهنشاه بوده، یاد شده است. مورخان رومی و ارمنی نیز در کتاب‌های خود از شهرهای آن دوره نام برده‌اند. سکه‌های ساسانی نیز از مدارک گران‌قدری است که در شناسایی نام شهرهای ساسانی موثراند. در پشت این سکه‌ها مخصوصاً از زمان بهرام چهارم، نام شهری که سکه در آن ضرب شده، نقش گردیده است و این روش تا پایان عهد ساسانیان ادامه می‌یابد که نام شهرها در پشت سکه‌های خسرو پرویز از سایر فرمانروایان بیشتر و چشم‌گیرتر است.

## فرهنگ شهرسازی در زمان ساسانیان
در بین شاهان ساسانی یکی از نشانه‌های بهتر پادشاهی کردن هر شاهنشاه، توجه وی به آبادانی شهرها و ساختن شهرهای تازه است. به همین دلیل هر یک از شاهنشاهان آن سلسله می‌کوشیدند شهرهایی را پی افکنند یا شهرهای کهن را نوسازی کنند. در این دوره شهرسازی ساسانیان در همه جا کم و بیش یکسان بود. آنان بر این باور بودند که جهان چهار بخش دارد و شهرها باید طوری ساخته شوند که به چار سوی جهان گشوده شوند. شهر پایه نهادهای اجتماعی، اقتصادی، بازرگانی و سیاسی دولت ساسانی بود. پادشاهان ساسانی به تدریج شهرهای خودیار را تسخیر کرده و به ساختن شهرهای جدید همت گماشتند. شهرهای بسیاری به نام پادشاهان ساخته شد. مسلماً روند احداث شهر توسط پادشاهان همواره آهنگ ثابت و یک‌نواختی نداشته‌اند. در دوره‌هایی که پادشاهان قدرتمند بر کشور حاکم می‌شدند، تعداد زیادی شهر احداث می‌شد و در زمانی که قدرت به نسبت پادشاهان ضعیف می‌شد، جریان شهرسازی کند می‌گردید.
شهرهایی که در دوره ساسانیان ساخته می‌شدند، بیشتر سیاسی–اداری بودند که به «شهرهای شاهی» معروف بودند و هر حاکمی اجازه شهرسازی را نداشت. سپس، عوامل دیگری مانند عوامل تجاری و نظامی نقش داشتند. در این دوره توانایی و بنیان اقتصادی کشور در حدی بود که بازرگانی، و تولید صنایع دستی را تا آن حد رونق بخشید که منجر به احداث شهرهای نوین شده است. همچنین قدرت نظامی ساسانیان به گونه‌ای بود که قلمروشان پهنه وسیعی را در بر می‌گرفت و امکان مبادلات اقتصادی بین شهرهای کهن، و بازرگانی سرزمین‌های مجاور را با مراکز تجمع و سکونتگاه‌های ایران در راه‌های امن ممکن می‌ساخت.

## شهرهای اردشیر بابکان
اردشیر بابکان بنیان‌گذار شاهنشاهی ساسانی، از مهم‌ترین سازندگان و بازسازی‌کنندگان شهر در تاریخ ایران به‌شمار می‌رود. تاریخ‌نگاران و جغرافیانگاران ساخت و بازسازی شهرهای فراوانی بدو نسبت داده‌اند. از نخستین اقدامات او پس از تثبیت قدرتش، بنیان‌گذاری یا توسعه شهرها در مناطق مختلف از جمله در کرانه‌های خلیج فارس بود.

### شهر اردشیر خوره
شهر «اردشیر خُورّه» (به فارسی میانه: Ardašer Khwarrah) به معنی فر اردشیر، قدیمی‌ترین شهر ایالت فارس در دوره ساسانیان در دشت فیروزآباد فارس است که توسط اردشیر بابکان بنا گردیده است. او این شهر را قبل از دست یافتن به سلطنت ساخت؛ اما اردشیر به زودی دریافت که ایالت پارس از لحاظ سیاسی شایستگی اقامت فرمانروا را ندارد و پایتخت را در نزدیکی تیسفون قرار داد. این شهر که از قدیم‌ترین ادوار باستانی تا زمان هخامنشیان شهری آباد بود و گور نامیده می‌شد، توسط اسکندر مقدونی ویران گردید تا بار دیگر به همت اردشیر بازسازی و آباد شد. دور این شهر دارای برج و باروی محکم و خندق بود. در مرکز شهر یک آتشکده و در جنب آن برجی احداث شده بود که به هنگام تشریفات مذهبی در بالای آن آتش مقدس در هوای آزاد شعله‌ور بود. با این حال در منابع پیشا اسلامی این شهر به گور (Gōr) نیز نامور بوده که پس از اسلام، عربان آن را جور تلفظ می‌کردند. مورخان قدیم این واژه را دشت، پشته یا گودال معنی کرده‌اند. نسخه متن پهلوی کارنامه اردشیر بابکان که اولین سند عقیدتی–سیاسی دولت ساسانی است از جمله مآخذ مربوط به تاریخ شهرهای ایران است که به ساختن شهر ریو اردشیر و اردشیر خوره در ایالت فارس اشاره می‌کند.
«اردشیر به پارس آمد. شهرستانی که اردشیر خوره خوانند و روستای بخت اردشیر را به‌وجود آورد.»— کارنامه اردشیر بابکان
همچنین در نوشته‌های دینوری، طبری، شاهنامه فردوسی، مسعودی، حمزه اصفهانی، مجمل التواریخ و القصص و… می‌توان از اسامی این شهرها آگاهی یافت. از میان مورخان دوره اسلامی ابن قتیبه اولین مورخی است که در کتاب المعارف خود به بنیان شهرهای «گور» و «اردشیر» در فارس به دست اردشیر بابکان اشاره کرده است. اصطخری دربارهٔ این شهر و چگونگی احداث آن در زمان اردشیر چنین بیان کرده است: «جور را اردشیر بنا کرد. گویند دریاچه بود. چون اردشیر دشمنی را آنجا قهر کرد خواست کی شهری بنا کند. بفرمود تا آب را راه‌ها ساختند چنان‌که به شیب‌ها برون شد و این شهر بنا کرد.» جورجینا هرمان معتقد است که اردشیر قبل از غلبه بر اردوان پنجم دستور ساخت شهری تازه و ساختمان کاخ‌های خود را در اردشیر خوره (فر اردشیر) و قلعه دختر بر چکاد تنگاب صادر کرده است. این نخستین شهر ساسانی که به دست اردشیر بابکان ساخته شده، دایره‌ای شکل بود که پیش از آن و در دوره اشکانی مرسوم بود. چنان‌که شهر هترا و دارابگرد نیز دایره‌ای شکل است. گفته می‌شود که این طرح بر گرفته از اردوگاه نظامی پارتیان است.

نمایی از بازماندهٔ کاخی که بنام اردشیر بابکان معروف است، در نزدیکی شهر قدیم گور در استان فارس.

### شهر وه اردشیر
«وه اردشیر» یا به اردشیر شهری در استان کرمان کنونی بود که سازنده آن را نخستین شاه ساسانی دانسته‌اند. اعراب نام آن را به گونهٔ دیگری عربی کرده‌اند و آن را بردسیر نامیده‌اند. حمزه اصفهانی مورخ معروف قرن چهارم هجری، مؤسس واقعی این شهر را اردشیر بابکان می‌نویسد که آنجا را به اردشیر (یعنی جای نیکوی اردشیر) نامیدند و اعراب به آن محل اسم‌های به‌رسیر، به‌دسیر، بردسیر و بردشیر نیز داده‌اند و ایرانیان آن را «گواشیر» می‌خواندند. حمدالله مستوفی نام پایتخت کرمان را گواشیر می‌نامد و اضافه می‌کند: «شهر گواشیر از اقلیم سوم است. گشتاسب در آن جا آتش‌خانه ساخته بود و پس از او اردشیر بابکان قلعه شهر ساخت و برد شیر خواند و بهرام بن شاپور ذوالاکتاف بر آن عمارت افزود.»

### شهر رام‌هرمز اردشیر
«رام‌هرمز اردشیر» یکی از شهرهای خوزستان بود؛ چون برای نامیدن کلمه‌ای با حروف بسیار بود، واژهٔ «اردشیر» را از آخر کلمه انداخته‌اند. نویسندهٔ کتاب مجمل‌التواریخ و القصص ضمن شرح پادشاهی اردشیر بابکان در مورد این شهر مطالبی نگاشته است. بعضی گفته‌اند که شهر رامهرمز کنونی نامی کوتاه شده از رامهرمز اردشیر است.

### شهر هرمز اردشیر
از روایت حمزه اصفهانی چنین بر می‌آید که شهر «هرمز اردشیر» از دو بخش مجزا که در جوار یکدیگر قرار داشته و مجموعه‌ای واحد را تشکیل می‌دادند، به وجود آمده بود. این شهر در ناحیهٔ خوزستان و به دست اردشیر بابکان بنا گردید. از دو شهر تشکیل دهندهٔ هرمز اردشیر، شهری که مرکز تجار و بازاریان بود و خوچستان ماچار یا هوجستان واجار یا خوجستان وازار یا خوزستان بازار نام گرفت که این نام‌گذاری به علت سکونت اقوامی بود که خوزی نام داشتند. در زمان ساسانیان این شهر به نام‌های رام شهر یا شهر رام نیز نامیده می‌شد. پس از استیلای اعراب، این شهر به صورت معرب سوق الاهواز درآمد که امروزه آن را اهواز (جمع عربی کلمه هوز یا همان خوز) می‌نامند و بخش دیگر که محل سکونت بزرگان و اشراف بود، هومشیر نامیده می‌شد که به دست اعراب به کلی ویران و به‌دست فراموشی سپرده شد.

### شهر ریو اردشیر
«ریو اردشیر» یا ری‌شهر نیز از بندرشهرهایی است که توسط اردشیر بابکان بنا گردید. این شهر یکی از مهم‌ترین مراکز علمی و ادبی محسوب می‌شد. اردشیر بابکان پیش از غلبه بر اردوان پنجم، سرتاسر نواحی جنوبی پارس را که شامل استان بوشهر کنونی بود از دست مالکان طوایف خارج ساخت و سپس بندرگاه‌هایی در آنجا ساخت که از نمونه‌های معروف آن همین شهر بود. آبادی و رونق این منطقه از دوره ایلامی و در هزاره دوم پیش از میلاد شروع شد. بنا به گفته طبری، نام ری‌شهر مخفف ریو اردشیر و از جمله بنادری است که در دوره اردشیر بابکان بازسازی شده است. در کارنامه اردشیر بابکان از بندر ریو اردشیر با نام «بخت اردشیر» یاد شده است. از زمان تأسیس بندر ریو اردشیر تا پایان دوران ساسانیان، این بندر به عنوان یک بندر مهم تجاری و بازرگانی مورد توجه بوده است و برخی از منابع از نظر اهمیت، بندر ریشهر را پس از بندر ابله مهم‌ترین بندر دوره ساسانی می‌دانند. این بندر در عصر ساسانی با دیگر مراکز تجاری خلیج فارس و حتی هند و چین روابط بازرگانی برقرار می‌نمود. بازرگانان ایرانی از بندرهای معتبر آن روز خلیج فارس از جمله ریواردشیر به قصد رفتن به چین، به داد و ستد می‌پرداختند. همچنین این بندر به‌عنوان توقف‌گاه کشتی‌هایی عمل می‌کرد که از بندر ابله به قصد عمان و هند در حرکت بودند. اهمیت بندر ریو اردشیر برای ساسانیان چنان بود که با جاده‌ای به کازرون و شیراز وصل می‌شد و از آن راه کالاهای صادراتی به مناطق دیگر حمل می‌گردید. دینوری اشاره می‌کند که:
«از میان رستاق‌های ولایت ارجان می‌توان به ری‌شهر که در اصل نام آن ریواردشیر است اشاره کرد…»
طبری هم می‌گوید که: «اردشیر شهری را به این نام بنا نهاده.» اما از وضع و موقع دقیق آن مطلبی دقیقتر به دست نمی‌دهد. این شهر در زمان شاپور دوم مورد غارت اعراب قرار گرفت. و بعدها به‌طور کامل بازسازی شد و از چنان آبادی و رونقی برخوردار شد که به عنوان حوزه اسقف‌نشین مسیحیان ایران قرار گرفت.

### شهر بود اردشیر
«بود اردشیر» یا نود اردشیر یا نو کرد اردشیر شهری در زمان ساسانیان بود که گای لسترنج آن را در ساحل غربی دجله معرفی کرده. طبری آورده است که: «... و بود اردشیر که همان حزه باشد در موصل بود.» این شهر در جایی که شاخه‌های فرات به هم پیوسته و رود بزرگی را تشکیل می‌دادند واقع بود؛ به همین دلیل پس از حمله اعراب آنجا موصل یعنی «محل اتصال» نامیده شد.

### شهر وه اردشیر تیسفون
«وه‌اردشیر» یا به اردشیر شهری بود که اردشیر بابکان بر روی خرابه‌های سلوکیه قدیم و درست رو به روی تیسفون پایتخت اشکانیان بنا کرد و آنجا را پایتخت دولت ساسانی قرار داد. این شهر یکی از شهرهای هفتگانهٔ مدائن و در غرب دجله واقع بود. برخی معتقدند که اردشیر شهر باستانی سلوکیه را بازسازی کرد؛ اما به نظر نمی‌رسد شهری که بیش از پانصد سال از عمر آن گذشته، چندان قابل بازسازی باشد که بتواند به خواسته‌های اردشیر که شهر زیبایی مانند گور را تازه ساخته بود، جامه عمل بپوشاند. این شهر بسیار بزرگ و کوچه‌های آن سنگ‌فرش بود و در کنار هر خانه، آغلی جهت نگه‌داری چارپایان ساخته بودند. بازار شهر بزرگ بود و بازرگانان و سوداگران بسیاری از آن جمله بازارگانان یهودی داشت و در نتیجه، شهری ثروتمند و پرجمعیت بود و مردمش در عیش و تن‌آسایی به سر می‌بردند. این شهر مرکز مسیحیان ایران و مقر جاثلیق محسوب می‌شد. کلیسای بزرگ سلوکیه در آنجا بود و به هنگام تعقیب مسیحیان در زمان شاپور دوم این کلیسا ویران شد و پس از مرگ این وی و پس از آن چند بار با کمک مالی دربار قسطنطنیه آن را از نو ساختند. طبری شهر این شهر را در اخبار فتوحات اعراب به نام «المدینةالدنیا» یعنی «شهر نزدیک» خوانده و منظور او نزدیک‌ترین شهر از شهرهای مدائن به مهاجمان تازی از همه بوده است؛ زیرا این شهر در غرب دجله قرار داشت و اعراب برای حمله بدان و محاصره آنجا نیازی به عبور از دجله نداشته‌اند و در برابر آن کاخ سفید مدائن را که در شرق دجله و دور از دسترس مهاجمان بود، المدینةالقصوی یعنی «شهر دور» نامیده است.

### شهر استاد اردشیر
«استاد اردشیر» که به‌صورت استاباد اردشیر، اشا، استرآباذ و ایساباد نیز در کتب مورخان اسلامی نوشته شده، شهری در محل شهر باستانی کرخای میشان در کنار رود کارون بود که به دست اردشیر بابکان بنا گردید. طبری نوشته است: «... و استاباد اردشیر که همان کرخ میسان باشد در سواد.» حمزه اصفهانی در باب این شهر می‌نویسد: «استاباد اردشیر یا استایاد نام شهری است برکناره کارون که آن را کرخ میشان هم گویند.» فعالیت ضرابخانه آن در زمان ساسانیان مخصوصاً دوران خسرو پرویز چشمگیر بود.

### شهر شوشتر
«شوشتر» که اعراب آن را تستر نامیدند، یکی دیگر از شهرهایی است که ساخت آن را به اردشیر بابکان نسبت می‌دهند. بانی و بنای شهر شوشتر به درستی مشخص نیست. حمدالله مستوفی گوید: هوشنگ پیشدادی [آن را] ساخت و خراب شده بود و اردشیر بابکان تجدید عمارتش کرد. حمزه اصفهانی راجع به طرح شوشتر می‌گوید: «شکلش بر مثال اسب است و همو طرح گندی‌شاپور را به رقعه شطرنج و طرح شوش را بر مثال باز تشبیه نموده است.» شوشتر در روزگار پیشین شهری مهم، زیبا و پر رونق در خوزستان بود و در قرن چهارم که شهر باستانی گندی‌شاپور در نزدیکی آن رو به انحطاط نهاد، پیش از پیش بر شکوه و عظمت آن افزوده گردید. جیهانی گوید: «در خوزستان هیچ‌جا معمورتر و پاکیزه‌تر از تستر نیست… در تستر دیبا می‌بافند و به جمله دنیا می‌برند…» مقدسی در سخن از خوزستان می‌نویسد:
«در همهٔ این سرزمین خوشتر و استوارتر و مهم‌تر از شوشتر شهری نباید؛ نحر به دور آن می‌چرخد و نخلستان و باغ‌ها آن را فراگرفته است. بافندگانِ ماهر دیبا و پنبه در آن بسیاراند. از همه شهرها برتر است. اضداد را در خود جمع و نزد جهانیان شهرت دارد… بهشت خوزستان است و دیبای آن به مصر و شام برند.»

### شهر تن اردشیر
اردشیر پس از تصرف نواحی بحرین شهری به نام «تن اردشیر» که به صورت‌های بتن فسا، فسا، خوران، بنیاد اردشیر و بتن اردشیر نیز در متون اسلامی آمده است در آن ناحیه بنا نهاد و آن را مرکز آن نواحی و جزایرش قرار داد. این شهر تا دوران اسلامی برجای بود و اعراب آن را «مدینه الخط» می‌نامیدند. بنا بر قول حمزه اصفهانی، شهر بتن اردشیر در مجاورت بحرین ایجاد شد و وجه تسمیه‌اش از روی دیوارهای آن بوده که توسط این پادشاه فاتح یک در میان از لایه‌های آجر و تنه اعراب ساخته شده بود.

### شهر وهشت‌آباد اردشیر
«وهشت‌آباد اردشیر» به وسیلهٔ اردشیر بابکان ساخته و پرداخته شد و ظاهراً این شهر در اواخر دوران ساسانی اهمیت و اعتبار خود را از دست داد؛ اما بعدها به نام بصره آبادی را از سر گرفت.
شهرهای «بتن اردشیر»، «رام اردشیر»، «ریو اردشیر» و «وهشت‌آباد اردشیر» که اکنون بندر بصره بر جای آن است، به روزگار ساسانیان از بصره تا گناوه و بوشهر و سواحل عمان بنا گشتند.
فردوسی در دفتر ششم شاهنامه، بخشی از شهرسازی‌های اردشیر بابکان را این‌گونه شرح داده است:
| برآمد چهل سال و بر سر دو ماه |  | که تا برنهادم به شاهی کلاه   |
| به گیتی مرا شارستانست شَش     |  | هوا خوش‌گسار و به زیر آب خوش  |
| یکی خوانده‌ام خورهٔ اردشیر     |  | که گردد ز بادش جوان مرد پیر  |
| کزو تازه شد کشور خوزیان      |  | پر از مردم و آب و سود و زیان |
| دگر شارستان گندشاپور نام     |  | که موبد ازان شهر شد شادکام   |
| دگر بوم میسان و رود فرات     |  | پر از چشمه و چارپای و نبات   |
| دگر شارستان برکهٔ اردشیر      |  | پر از باغ و پر گلشن و آبگیر  |
| چو رام اردشیرست شهری دگر     |  | کزو بر سوی پارس کردم گذر     |
| دگر شارستان اورمزد اردشیر    |  | هوا مشک بوی و به جوی آب شیر  |

## شهرهای شاپور یکم
|   | نام شهر در دوران ساسانی    | نام شهر در دوران اسلامی     | ناحیه‌ای که شهر در آن بنا گردید |
| ۱ | وه اندیو شاپور (گندی‌شاپور) | جندی‌شاپور                   | خوزستان                        |
| ۲ | بیشاپور                    | بیشابور (یا بشاور یا شابور) | پارس                           |
| ۳ | نیوشاپور                   | نیشابور و نیسابور           | خراسان                         |
| ۴ | پیروز شاپور                | انبار                       | میان‌رودان                      |
| ۵ | شادشاپور                   | وبها                        | میان‌رودان                      |
| ۶ | شاپورخواست                 | سابرخواست                   | لرستان                         |

پس از مرگ اردشیر بابکان، پسرش شاپور یکم به شاهنشاهی رسید و منش پدرش را در شهرسازی ادامه داد، تا جایی که در زمرهٔ بانیان بزرگ شهرها در تاریخ ایران اسمی از خود به یادگار گذاشت. بیشتر شهرهایی که وی ساخت در غرب ایرانشهر قرار داشتند. مسعودی در مروج الذهب شرح داده است که: «شاپور ولایت‌ها پدیدآورد و شهرها بنیاد کرد که به نام او معروف شدند.» حمزه اصفهانی می‌گوید:
«شاپور شهرهایی نیز بنا کرد، از آن جمله است نی‌شاپور، بی‌شاپور و… بی‌شاپور از شهرهای فارس است، و نیز نام ولایت است و به عربی نام آن را مختصر کنند و «سابور» گویند. شاپور این شهر را به جای شهری ساخت که طهمورث ساخته بود و به دست اسکندر ویران گشته و نام نخستین آن از میان رفته بود.»
در زمان شاپور یکم طرح و الگوی مستطیلی در شهرسازی بیشتر مورد توجه قرار گرفت و هماهنگی شهر با وضع طبیعی زمین نیز در نظر گرفته می‌شد در شهر گندی‌شاپور و بیشاپور از همین طرح مستطیل استفاده شد.

### شهر گندی‌شاپور
گندی‌شاپور یکی از مهم‌ترین شهرهایی بود که توسط شاپور یکم ایجاد گردید. معروف‌است که وی پس از غلبه بر والرین و ویران ساختن انتاکیه اسیران رومی را در این محل اسکان داد و نام آن را «وه انتیوک شاپور» به معنی بهتر از انتاکیهٔ شاپور نامید. از شهر گندی‌شاپور در بسیاری از متون اسلامی، پهلوی و لاتین یاد شده است. در کتیبه سه زبانه کعبه زرتشت، شاپور اول از ساتراپ «ویه انتیوک شاپور» نام برده است. جزوه شهرستان‌های ایرانشهر که به زبان پارسیگ نوشته شده، ساخت شهر «وندیوگ شاهپور» را به شاهپور یکم نسبت داده است. در یک متن سریانی متعلق به ۴۱۰ میلادی، از شهر بزرگ خوزستان تحت نام «بیت لاپات» (سرای شکست) یاد شده و در تلمود این نام به صورت «بی لاپات» آمده است. جمال‌الدین قفطی، گندی‌شاپور را معرب «گندشاه‌پوهر» می‌داند که در اصل «وَه‌اند شاه‌پور» به معنی «به از انطاکیه، شاهپور» بوده است. از سوی دیگر وی گندی‌شاپور را مرکب از دو نام خاص جندا و شاپور دانسته که جندا نام مالک زمین آن شهر بوده و شاپور، شاهنشاه ساسانی نیز خریدار آن زمین و بنیان‌گذار شهر بوده است. وی انگیزه بنیاد شهر جندی‌شاپور را عشق شاپور به دختر قیصر روم دانسته و می‌نویسد: «شاپور پسر اردشیر، پس از غلبه بر سوریه و فتح انطاکیه از قیصر روم خواست که دخترش را به عقد وی درآورد. قیصر نیز چنین کرد و شاپور برای او شهری بر هیئت قسطنطنیه ساخت.» اصفهانی می‌گوید: «بنای این شهر چون عرصه شطرنج است، که در میانه آن هشت راه در هشت راه نهاده‌اند و در آن روزگار شهرها را به سان اشیاء می‌ساختند.» معروف است که شاپور اول پس از غلبه بر والریانوس او را به گندی‌شاپور آورد و وی در حال اسارت در این شهر درگذشت.

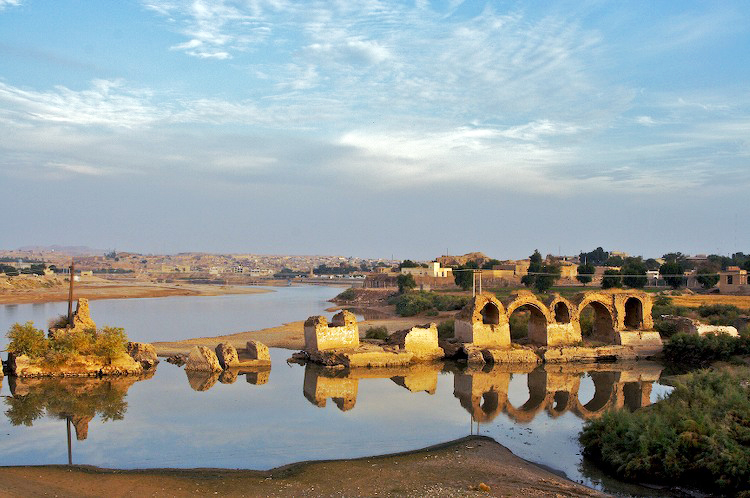
بقایای پل شوشتر یا بند قیصر ساخته شده توسط رومیانی که در جنگ با شاپور یکم اسیر شدند.

از دیگر وقایع مهمی که در این شهر باستانی صورت گرفت، قتل مانی در زمان بهرام یکم چهارمین پادشاه ساسانی بود. یکی دیگر از وقایع مهمی که در این شهر روی داد، مرگ یعقوب لیث صفاری است که نمی‌خواست ایران زیر تسلط بیگانگان بماند. شهرت گندی‌شاپور مرهون دانشگاه و خصوصاً بیمارستان آن است که به دستور خسرو انوشیروان تأسیس شد. علاوه بر پزشکان ایرانی این بیمارستان، از هند و یونان پزشکان معروفی بدان‌جا رهسپار شدند. بر سر دانشگاه گندی‌شاپور نوشته شده بود: «دانش و فضیلت، مافوق بازو و شمشیر است».
با وجود وسعت و عظمتی که این شهر در دوره ساسانی و پس از آن تا سده ششم هجری داشت، بررسی و کاوش‌های علمی منظم و قابل توجهی در آن صورت نگرفته و محدود به چند تراشه است.

### شهر بیشاپور
شاپور در استانی که تولد یافته بود (یعنی در استان پارس)، شهر و کاخی برای خود بنا نمود. این شهر بیشاپور یا به شاپور یا بشاور نامیده شد. طرح این شهر دیگر مانند شهرهای دایره‌وار اشکانی نبود. نقشهٔ شهر شامل یک چهارضلعی بود که از سویی محدود به دیوار محوطه و خندق‌ها می‌شد که به کوهی تکیه داشت و یک قلعهٔ نظامی با شبکه‌ای کامل از دیوارها و دژهای کوچک آن را حفاظت می‌کرد و سوی دیگر آن را رودخانه‌ای فرا گرفته بود.
کتب مورخان و جغرافیانگاران دوره اسلامی از این شهر مربوط به زمانی است که این شهر در تصرف مسلمانان بود و آثار دوره ساسانی آن تقریباً نابود شده بود. حمدالله مستوفی بنای این شهر را در روزگار قدیم به طهمورث دیوبند نسبت می‌دهد. به گفته وی:
«در زمانی که در پارس جز اصطخر هیچ شهری نبود، شاپور آن را ساخت و نامش در آن وقت دین دولا بود. چون اسکندر به پارس آمد، آن را به کلی نابود کرد. به‌طوری که کاملاً از بین رفت. سپس شاپور بن اردشیر بابکان در زمان پادشاهی خود این شهر را از نو بنا کرد و نام خویش بر آن نهاد و آن را بیشاپور خواند که به زبان عربی آن را مختصر کنند و سابور گویند.»
ابن حوقل می‌نویسد: «سابور شهری‌است بزرگ، به اندازه شهر اصطخر ولی آبادتر از آن و پرجمعیت‌تر و مردمانش توانگرتر هستند.» مقدسی در نیمه دوم قرن چهارم هجری آورده: «[این شهر] اکنون در حال ویرانی است و اهالی آن از آنجا کوچ می‌کند و به کازرون می‌روند.» او نیز بیشاپور را چنین توصیف کرده است: «شهر چهار دروازه دارد: دروازه بهرام، دروازه هرمز، دروازه مهر و دروازه شهر. گِردَش خندقی است، نهر به دور قصبه می‌گردد که با پل‌هایی از آن می‌گذرند. کنار شهر دژی به نام دنبلا هست که جلوی آن مسجدی‌است. درِ بیرون شهر بزرگ است و یک بازار به نام بازار کهنه دارد.»

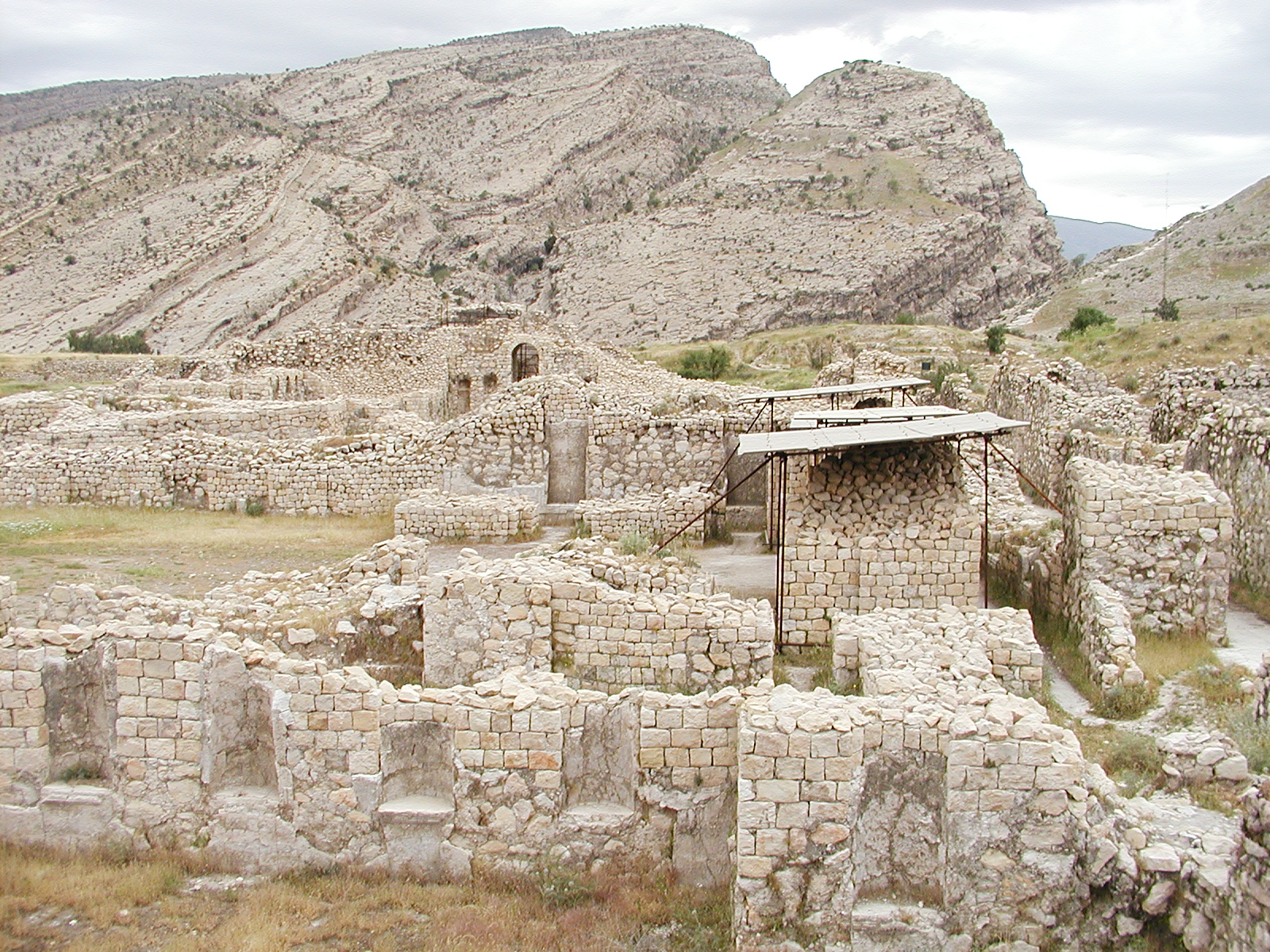
تصویری از ویرانه‌های بیشاپور در ۲۵ کیلومتری شمال غربی شهرستان کازرون.

کریستنسن در مورد وجه تسمیه بیشاپور می‌نویسد: «کلمه وه یا به به معنی نیک در بسیاری از نام‌های پهلوی آمده است؛ مانند وه‌دین یا به‌دین که همان دین بهتر یا روشنایی است؛ بنابراین، به‌شاپور به معنای شهر نیک شاپور یا شهرِ بهتر شاپور معنی می‌دهد.» برخی دیگر هم «بی» را به خانه و زندگی معنی کرده‌اند که یک تک‌واژه آرامی است. از این این رو شاید بتوان بیشاپور را به معنی «خانه‌شاپور» هم تعبیر و تفسیر کرد. با وجود اینکه شهر گور با آن همه عظمت و زیبایی تازه به اتمام رسیده بود، شاپور پس از خاتمه جنگ با رومیان فرمان ساخت این شهر را صادر کرد و در سال ۲۶۶ میلادی، کتیبه ساخت آن را در میدان مرکزی شهر برافراشته شد. هنوز انگیزه ترک شهر زیبای گور مشخص نیست. اما چنان‌که از تاریخ ساسانیان برداشت می‌شود، ساخت شهر از نشانه‌های قدرت، ثروت و جاه‌طلبی شاهان این دودمان به‌شمار می‌رفته است. شاپور که بعد از جنگ با سه پادشاه روم از ثروت و قدرت فراوانی برخوردار گردیده بود می‌خواست برتری خود را بر رومیان و شهرهای زیبایی آنان، خصوصاً انطاکیه، نشان دهد. از این‌رو فرمان داد تا با استفاده از نیروی رایگان و متخصص رومی در کنار مهندسان ایرانی، شهری بسازند که شکوه و اقتدار شاهنشاه ایران و انیران را به جهانیان نشان دهد. به قول رومن گیرشمن این شهر باید همه نشانه‌های موفقیت‌ها، شکوه و جلال وی را برخوردار بوده‌باشد. شهر بیشاپور یکی از مشخصه‌های ساسانی و اقامتگاهی بهاری برای پادشاه و درباریان و خانواده پادشاه بوده است. در واقع هر یک از شهرهای ساسانی بنا به ضرورت و هدف خاصی به وجود آمدند؛ اما می‌توان بیشاپور را در این میان یک استثنا دانست. این شهر نشانه شکوه و عظمت شاپور، بیانگر ثروت، اقتدار و کامیابی‌های وی در جنگ با رومیان و نماد تسلط وی بر جهان آن روزگار است. بیشاپور شهری پرتجمل با کاخ‌ها، باغ‌ها، حرمسراها، شکارگاه و خزاینی بود که شاپور هرگاه از گرمای تیسفون و سیاست خسته می‌شد، ایام را با خوشی و کام‌جویی در آنجا می‌گذارند. رودخانه شاپور با پیچ‌وتابی که در بخشی از شمال و غرب شهر خورده بود، از آن یک شهر مستطیل شکل ساخته است بود. اما قسمتی از باروی شمالی، شرقی و جنوبی شهر که در معرض جریان رودخانه قرار نداشت، قائم‌الزاویه بود. این شهر نیز همانند شهر گور از تأسیسات دفاعی قوی و مستحکمی برخوردار بود. چنان‌که در اضلاعی از شهر که رودخانه جریان نداشت، مبادرت به ایجاد خندقی عمیق و عریض کرده‌اند. راه ورود و خروج به شهر احتمالاً از طریق دروازه‌هایی صورت می‌گرفت که شب‌هنگام یا در مواقع اضطراری بسته می‌شدند. علاوه بر این، در ارتفاعات شمالی که مشرف بر شهر و ارگ سلطنتی بود، دو دژ تسخیرناپذیر معروف به «قلعه دختر» و «قلعه پسر» واقع شده بود. این قلعه‌ها وظیفه دیده‌بانی، حراست و دفاع از شهر را بر عهده داشتند و در واقع پادگان و دژهای نظامی مستحکمی به‌شمار می‌رفتند که در مواقع بسیار اضطراری و خطر، حتی پادشاه نیز می‌توانست در آنجا پناه بگیرد. برج و باروی رفیع و قطور بیشاپور نمایانگر اهمیت فراوان این شهر بود. مصالح این دیوار ستبر و برج‌های نیم‌دایره‌ای آن سنگ و ملات گچ است. قطر حصار شهر در حدود ۹ متر است که با برج‌های پشت‌بند و توپر ساخته شده و فقط از قسمت بالای برج‌ها به منظور حفاظت و دیده‌بانی استفاده می‌شده است.

### شهر نیوشاپور
در زمان شاهپور یکم در خراسان جنگی با پهله چک تورانی درگرفت که با پیروزی شاهپور پایان یافت. پس از پیروزی، شاپور دستور داد بر آبادی محل پیروزی بیفزایند و شهری از نو بنا کنند و آن را «نیوشاپور» یا نوشاپور یا نیشاپور نامید، یعنی «شاپور نیک و رادمرد» یا «شهر زیبای شاپور» که بعدها این نام کوتاه شد و به‌صورت نیشابور درآمد. عرب‌ها آن را عربی کرده «نیسابور» می‌خواندند.
این شهر در منابع و متون کهن با نام‌های ابرشهر، اپرشهر و در متون متأخرتر نیشابور از آن یاد شده است. در منابع ارمنی سده ششم و هفتم میلادی این نام صورت «اپرشخره» (Aparasxarh) یا اپرشهر آمده و به نظر مارکوارت این کلمه از «اپرنک» (اپرنوی یونانی: Aparnoi) نام یکی از سه قبیله بنیان‌گذار دولت اشکانی گرفته شده است. حاکم نیشابوری (مرگ ۴۰۵ ه‍.ق) چگونگی ساخت زادگاهش را چنین توصیف کرده:
«وی [شاپور اول] با لشکری جرار بر آن اتراک رفت و به محاربه و مقاتله، ایشان را از مُلک ایران خارج کرد و باز به نیشابور آمده و اینجا مقام نمود و بنای شهر، عمارت متصل به قهندز و اقامه شهرستان اخراج و ابراج و تشیید اساس فرمود و محلات و عمارت به هم وصل کرد و خندق شهر و قهندز به هم متصل کرد. وی بر چهار جانب شهر، چهار دروازه مرتب داشت: شرقی، غربی، جنوبی و شمالی. مهندسان را فرمود و طریق بنا به ایشان نمود تا چندان بنا نهادند که چون آفتاب طلوع کرد، شعاع آن از چهار دروازه شهر طلوع کردی و آن [از] عجایب بناها بود و به وقت غروب از چهار دروازه، آفتاب در نظر بودی که پوشیده شدی.»
نیشابور در دوره ساسانی از چند نظر اهمیت فراوان داشت: نخست اینکه در سرحدات شمال شرق ایران، مرکزی برای تجمع نیروهای ایرانی بود که در مقابل هجوم اقوام آسیای میانه و فراسوی آن بایستند و از مرزهای نگهداری کنند. همچنان که پیروز شاپور این نقش را در غرب ایران بازی می‌کرد. دوم، اهمیت مذهبی این شهر که به واسطه نزدیکی به آتشکده آذر برزین‌مهر، آن را در ردیف کاریان و گنجک قرار داده بود. سوم از نظر امکانات، چنان‌که نیوشاپور از نظر تجارت سیراف شمال شرق ایران و از نظر صنعت همچون ایوان کرخه و از نظر پزشکی همانند گندی‌شاپور بود که یزدگرد یکم برای مداوای خود صدها کیلومتر را طر کرد تا به چشمه شفابخش آن (مشهور به چشمه سبز) برسد.
ثروت، موقعیت و همچنین ایستادگی مردمان نیشابور در مقابل دشمنان ایران، موجب تهاجمات مکرر به این شهر و خرابی‌های پی در پی آن در طول تاریخ گردید. یورش افراسیاب تورانی (در تاریخ اساطیری)، غزها، مغول‌ها و افغان‌ها ویرانی‌های گسترده و قتل‌عام وسیع مردمان این شهر را در پی داشت. تا جایی که مغول‌ها تمام ابنیه و عمارت‌های شهر را از بیخ خراب و زمینش را شخم زدند. علاوه بر عوامل انسانی، عوامل طبیعی مانند زلزله بر این مصائب افزود. لیکن این شهر برخلاف دیگر شهرهای ساسانی که برای همیشه خاموش شدند، استوار و پابرجا ماند. شاید همین مسئله موجب شده است که لایه‌های باستانی آن با ساخت‌وسازهای ادوار بعد از بین برود و آثاری از آن‌ها مانند دیگر شهرهای ساسانی برجای نماند. افزون بر این، بعد از حمله مغول جماعتی فرصت‌طلب و سودجو حق استخراج دفاین نیشابور را به سالی ۳۰ هزار دینار از عوامل خوارزمشاهیان اجاره می‌کردند. این کیفیت هم علت دیگری برای خرابی اساسی نیشابور شد و کار به آنجا رسید که امروزه حتی یک دیوار از آن شهر بر پا نمانده.

### شهر پیروز شاپور
در زمان فرمانروایی شاپور یکم، جنگ با رومیان همچنان ادامه یافت تا آنکه شاپور در سال ۲۴۴ میلادی، شکست سختی به رومی‌ها وارد ساخت به‌نحوی که در صحنهٔ جنگ گردیانوس قیصر روم به قتل رسید. شهری که جنگ در نزدیکی آن به وقوع پیوست به افتخار این پیروزی، «پیروز شاپور» به معنی «شاپور پیروز شده» نامیده شد. بعدها این شهر را بزرگ‌شاپور یا فیروزشاپور هم می‌نامیدند. شهر در سمت چپ فرات قرار داشت. در این شهر مخازن بزرگ اسلحه و مواد غذایی برای سپاهیان ساسانی برای مقابله با جنگ‌های احتمالی با رومیان جاد گردید؛ بدین سبب آنجا را شهر انبار نیز می‌نامیدند. قابل ذکر است که اعراب دست‌نشانده و وفادار دولت ساسانی، (فرمانداران حیره) موادغذایی را که به‌صورت کمک سالیانه از ساسانیان می‌گرفتند، از این شهر دریافت می‌کردند.

### شهر شاپورخواست

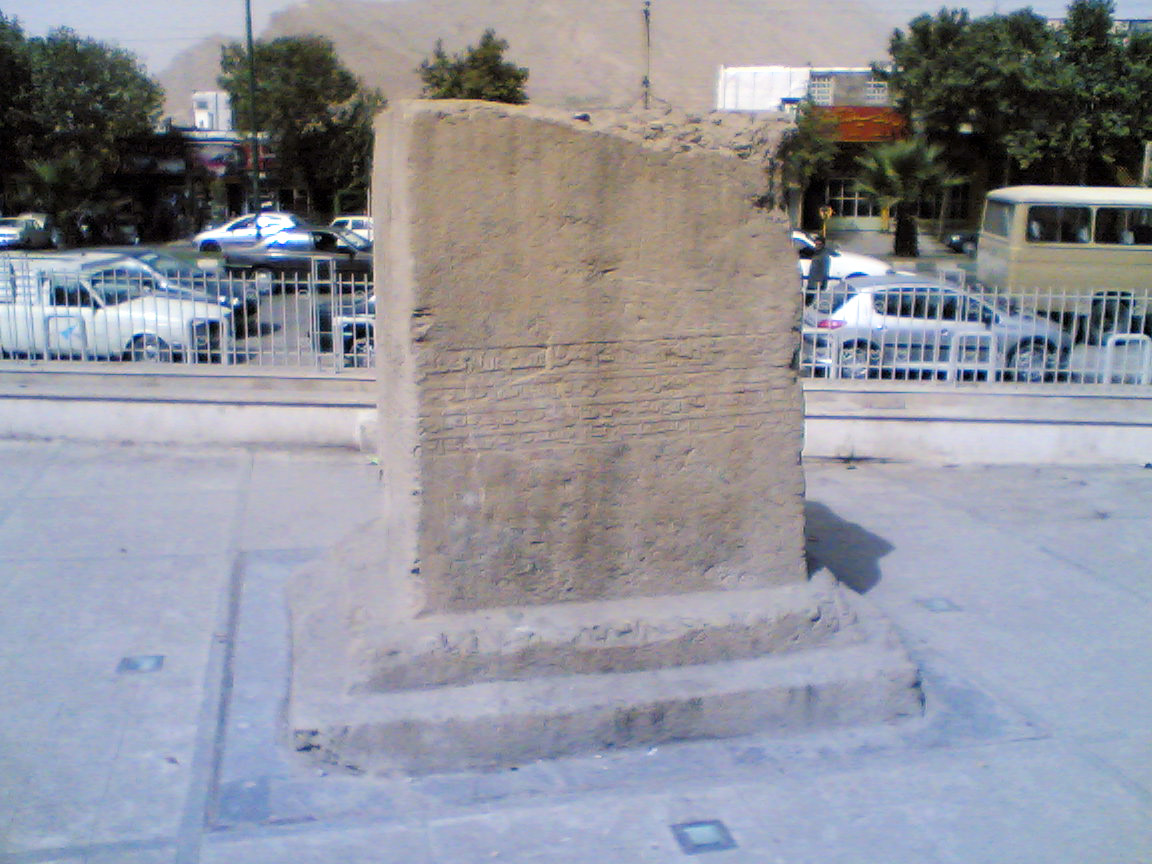
سنگ نبشته واقع در شرق شهر خرم‌آباد که برروی آن توضیحاتی در خصوص شهر شاپورخواست نوشته شده است.

پیشینهٔ شهر شاپورخواست به عقیده بسیاری از مورخان و محققان، به دوران ساسانیان می‌رسد و احتمالاً توسط شاپور یکم بنا شده است. این شهر یکی از شهرهای مهم ساسانیان بوده و نام باستانی شهر خرم‌آباد کنونی است. بسیاری از محققان بر این عقیده هستند که شهر باستانی شاپورخواست که به دستور شاپور یکم در دوره ساسانی بنا شده در مکان فعلی شهر خرم‌آباد قرار داشته است. در کتب مورخان و جغرافیانگاران دوره اسلامی، اطلاعات ارزنده‌ای در رابطه با شهرهای لرستان نوشته شده است که در شناسایی موقعیت آنها کمک می‌کند. بر اساس این متون شاپورخواست یکی از شهرهای مهم این منطقه محسوب شده که در طول این دوران از عمران و آبادانی برخوردار بوده است. در لرستان آثار و مناطق بسیاری منسوب به شاپور یکم وجود دارد که از آن جمله می‌توان از شهر شاپورخواست، دژ شاپورخواست، پل شاپوری، پل شاپوری کاکارضا و شاهپورآباد در شهرستان الیگودرز اشاره کرد.
حمزه اصفهانی در ذکر اخبار پادشاهان ایران، ضمن بیان شهرهای ساخته شده به وسیلهٔ شاپور پسر اردشیر می‌نویسد: «... و شهرهایی بنا کرد. از آن جمله است: نیشاپور، بیشاپور، به از اندی‌شاپور، شاپورخواست، بلاش شاپور و فیروز شاپور.» اصطخری نیز نام شاپورخواست را به صورت شاپرخواست آورده و موقعیت آن را روی نقشه‌ایی از دیار جبال مشخص کرده است. ابن بلخی نیز در فارسنامه خود بنای شهر شاپورخواست را به شاپور بن اردشیر نسبت داده است و به دنبال ذکر شهرهایی که به وسیلهٔ شاپور ساخته شده آورده است: «و اما آثار شاپور در عمارت جهان بسیار است و این شهرها او کرده است: بیشاپور، بلاد شاپور، شاپورخواستِ خوزستان و…» موقعیت استقرار شاپورخواست هم از لحاظ راهبرد نظامی و بهره‌گیری از عوارض طبیعی و جغرافیایی و هم از جهت موقعیت ارتباطی قابل مقایسه با شهر بیشاپور بود. محل استقرار شاپورخواست بر سر راه‌های شرق به غرب و شمال به جنوب هم با بیشاپور قابل قیاس است.
با اینکه تاکنون مطالعات دقیقی در مورد شهر شاپورخواست انجام نگرفته است ولی کشفیات اتفاقی، شهری متعلق به دورهٔ ساسانی و صدر اسلام تا قرون هفتم و هشتم را مشخص می‌کند. از جمله این یافته‌ها بقایای آثار معماری در منطقه قاضی‌آباد و کشف خمره‌های بزرگ در منطقهٔ پشته حسین‌آباد در جنوب شرقی خرم‌آباد است که قدمت آن را به دورهٔ تاریخی مرتبط می‌سازد. تا پیش از قرن هشتم هجری در متون به نام «شاپورخواست» برمی‌خوریم؛ اما از این قرن به بعد نام شاپورخواست از متون حذف و نام شهر «خرم‌آباد» ظاهر می‌شود. کهن‌ترین منبعی که نام شاپورخواست در آن آمده است البلدان ابن فقیه همدانی است. وی چهار کلمه در مورد شاپورخواست نوشته است که متن آن چنین است: «... و بطن ماستر و هو شاپورخواست و..»

## شهرهای شاپور دوم
|   | نام شهر در دوران ساسانی | نام شهر در دوران اسلامی | ناحیه‌ای که شهر در آن بنا گردید |
| ۱ | ایران خُوره شاپور        | شوش                     | خوزستان                        |
| ۲ | کرخ شاپور               | –                       | خوزستان                        |
| ۳ | شا شاپور                | قزوین                   | ماد                            |
| ۴ | اَوهَر                    | ابهر                    | ماد                            |
| ۵ | بزرگ شاپور              | عُکبرا                   | میان‌رودان                      |
| ۶ | خنی شاپور               | –                       | میان‌رودان                      |

شاپور دوم نیز یکی دیگر از شاهان بزرگ ساسانی بود که که بنا، بازسازی و احیای شهرهای بسیاری را بدو نسبت می‌دهند.

### شهر ایران خُوره شاپور
شهر باستانی شوش یکی از مهم‌ترین شهرهایی بود که توسط شاپور گسترش یافته و مجدداً بازسازی گردید. این شهر در اوایل دوران ساسانی در ضمن جنگ‌های خونینی که بین اردشیر بابکان و اردوان پنجم واقع شد، به علت پایداری و جانبداری اهالی از اردوان صدمات و خسارات فراوانی دید و قسمتی از آن ویران شد؛ اما پس از خاتمه جنگ، اردشیر و پسرش شاپور یکم هر یک در دورهٔ خود به ترمیم ویرانی‌های آن پرداختند. بدین ترتیب، در دوران اولیه حکومت ساسانیان، شوش از ثروت و آبادی بسیار برخوردار شد. در طی جنگ‌های ایران و روم، تعداد زیادی از اسرای رومی را در این شهر مستقر ساختند. هنرمندان بافندهٔ شوشی از رومی‌ها فنون تازه‌ای آموختند که از این زمان بافندگی و نساجی این شهر بیش از پیش رونق گرفت.
در دوران ساسانیان یکی از مسائل مهم سیاسی و اجتماعی ایران، مسئلهٔ مسیحیت بود. در اثر جنگ‌های متوالی ایران و روم و تماس بین دنیای شرق و غرب دین مسیحیت در ایران رواج یافت. یکی از مراکز مهم مسیحیان در این دوره شهر شوش بود که به‌خصوص با اسکان دادن اسرای رومی در این شهر، بر تعداد آنان افزود شده بود. طبری ساخت دو شهر در سرزمین اخواز (خوزستان) را به شاپور ذوالاکتاف (شاپور دوم) نسبت داده است. او یادآور می‌شود که شاپور پس از لشکرکشی به روم، جمع کثیری از رومیان را به اسارت گرفت و آن‌ها را در شهری که در نواحی شوش بنیاد کرده بود، متوطن ساخت. در زمان او مسیحیان این شهر دست به شورش زدند و شاپور در طی فرونشاندن شورش، یاغیان را قتل‌عام و شهر را به کلی منهدم و ویران کرد. حمزه اصفهانی نیز پس از ذکر نام شهرهای شاپور دوم از خوره شاپور و شهری دیگر در کنار آن نام می‌برد و می‌نویسد که: «مردمان یکی از آن‌ها نافرمانی کردند و او فیلان فرستاد تا آنجا را ویران و با زمین هموار ساختند.» بر این اساس اتفاق نظر است که شاپور دوم به سبب اینکه مردم شوش از فرمانش سرپیچی کرده بودند، این شهر را زیر پای ۳۰۰ فیل ویران ساخت و سپس در کنار آن شهر جدیدی به نام ایرانشهر شاپور را بنا نهاد ولی این نام متروک شد و همان نام شوش باقی ماند.
شاپور بعد از ویران کردن شوش در نزدیکی این محل شهر «ایران خُوره شاپور» به معنی «شاپور شکوه ایران» را بنا نهاد و در عظمت بخشیدن و زیبا ساخت آن کوشش بسیار نمود. پس از شاپور نیز در تمام دورهٔ ساسانیان این شهر یکی از مراکز عمدهٔ بازرگانی و اقتصادی و اداری ایران به‌شمار می‌رفت. ضرابخانهٔ این شهر تا دوران آخرین شهریار ساسانی از مراکز فعال ضرب سکه محسوب می‌شد.

### شهر کرخ شاپور
شهر «کرخ شاپور» یا کرخ یا کرخا در فاصلهٔ کمی از شهر ایران خوره شاپور بنا شد. اگرچه این شهر را باید جزء شهرهای شاهی به‌شمار آورد، اما از نظر اقتصادی و تجاری هم اهمیت فراوانی داشته است. کرخ شاپور به شکل مستطیل و به طول چهار کیلومتر و عرض یک کیلومتر ساخته شده بود. در داخل شهر کاخی بزرگ احداث شده بود که امروزه خرابه‌های آن موسوم به ایوان کرخ هنوز پابرجاست. در مجمل‌التواریخ ساخت این شهر، به شاپور دوم نسبت داده شده است و آمده که: «شاپور از کرخه و گندی‌شاپور یک راه زیرزمینی ساخت که یک سوارکار می‌توانست از آن عبور کند.» نام این شهر از آن جهت گذارده شده است که در دوره عیلامیان، خدای آن شهر «کرخا» نام داشت.
در آنجا نیز مانند گندی‌شاپور کارگاه‌های بافندگی و نساجی شاهی دایر بود و صنعت‌گران ایرانی و رومی در بافت و تولید نخ و پارچه و یزانداز و صنعت فلزکاری جایگاه خوبی پیدا کرده بودند. وجود زمین‌های وسیع کشاورزی همراه با صنایع پیشرفته، ازجمله ایران خوره شاپور و گندی‌شاپور را ثروتمند و تبدیل به کانون توجه پادشاهان ساسانی کرده بود.
نقشه مستطیل شکل و وسیع کرخ شاپور با ابعاد یک به چهار کیلومتر، آن را شبیه شهر گندی‌شاپور ساخته بود. پیرامون شهر را باروی مستحکمی از خشت دربر می‌گرفت و علاوه بر آن، داخل شهر نیز به وسیله دو دیوار عرضی به سه بخش تقریباً مساوی تقسیم شده بود. بخش شمالی شهر تقریباً نصف مساحت شهر را در بر می‌گرفت. نظم و ترکیب خرابه‌ها امکان می‌دهد نقشه شطرنجی قائم‌الزاویه خیابان‌ها را چنین تصور کرد که یک محور فرعی با محور طولی در وسط در بخشی از شهر یک چهار راه اصلی را به وجود می‌آوردند. منازل، محل کار و تجارت در نیمه شمالی و کاخ‌ها و محلات اشراف در جنوب شهر قرار داشت. بخش جنوبی شهر محل اختصاصی شاه و کاخ او بوده است. این بخش از شهر شامل باغ‌های بسیار وسیعی بود که یکی از آن‌ها در طول دیوار جنوبی شهر قرار داشت. این کاخ با آجر و ساروج ساخته شده و مرکب از یک تالار چهار گوش است که گنبدی آن را پوشانده است. این بنا با استفاده از پوشش طاق و تویزه ساخته شده است. تالار این کاخ در وسط و به هر جانب یک در داشته و در طول تالار از هر جانب هشت روزنه آن را روشن می‌کرده است؛ بنابراین، اینجا طرز نور گرفتن از طاق را برای اولین بار نشان می‌دهد که عیناً بعدها در یکی از کلیساهای جنوب فرانسه مشاهده می‌شود. عرض پی دیوار باقی‌مانده در ضلع شرقی کاخ ۳۵٫۲ متر و طول دیوار شکسته باقی‌مانده ۱۱ متر و پی جرز شمالی بنا از سمت غرب دو متر و عرض ضلع دیوار باقی‌مانده در سمت شمال بنا ۳۵٫۵ متر است. برای مشروب ساختن این کاخ از فاصله هفت الی هشت کیلومتری بالاتر، در محلی به نام پای‌پل، نهرهای بزرگ زیرزمینی احداث کرده و به وسیله آن آب کرخه را به درون این محوطه رسانیده‌اند.
منطقه غرب کرخه با توجه به بستر زیست‌محیطی مناسب و موقعیت استراتژیک در تعادل با سرزمین میان‌رودان، همراه در دوره‌های مختلف مورد توجه بوده است. از امتیازات این منطقه، ارتفاع آن نسبت به شوش و وجود تپه‌ماهور‌هایی در اطراف شهر تازه ساخت بود که موقعیت ممتازی در دفاع از آن را به وجود می‌آوردند.

### شهر شاد شاپور
شهر کهن و باستانی قزوین نیز از شهرهایی است که توسط شاپور بازسازی شده و قلاع و عمارات فراوان در آن احداث شد. در البلدان آمده است:
«شاپور شهر قزوین را بساخت و ابهر را برفراز چشمه‌ایی که آن‌ها را با پوست گاو و پشم بسته بود پی افکند. نخست بر روی آن‌ها سکویی بساخت، آن‌گاه دژ را بر روی آن سکو بیافراست. دژ قزوین را به فارسی کشوین نام بوده است که به معنای مرز محفوظ است.»
اهمیت قزوین بیشتر به علت مجاورت و همسایگی با سرزمین دیلم بود که معبرهای کوهستانی را که از راه ایالت طبرستان به سواحل دریای خزر می‌رفت، حراست می‌کرد. قزوین به عنوان دژی جهت مقابله با حملات و یورش‌های ناگهانی دیلمیان ساخته شد و شاپور به ساختن قلعه و شهر نظامی در این ناحیه فرمان داد و آن را «شاد شاپور» و به روایتی «پاد شاپور» نام نهاد. ناحیهٔ قزوین از نظر قرار گرفتن بر سر تقاطع دو شاهراه بزرگ دارای مرکزیت مهمی بود.

### شهر اوهر
بنای این شهر را نیز به شاپور دوم نسبت می‌دهند. ایرانیان این شهر را «اوهر» می‌نامیدند و این شهر دارای چشمه‌سارهای بزرگی بوده است. بعدها تازیان آن را ابهر خواندند.
اوهر یا ابهر در زبان تاتی و پهلوی به شهر آسیاب های آبی معنی می شود. 
این شهر از مراکز مهم تاریخی ایران به شمار می رود
قلعه تاریخی " قلعه تپه" تا "تل دارا" که در مرکز ابهر واقع شده است آثار تاریخی از زمان ساسانیان و هخامنشیان کشف شده است.

### شهر خنی شاپور
طبری نوشته است: «شاپور دوم بفرمود در باجرمی شهری بساختند و آن را خنی شاپور نامید و آن را ولایتی کرد.» باجرمی یا باجرما که به زبان آرامی «بیت گرمی» و «گرمکان» نامیده می‌شد، سرزمینی آباد و کهن بود که در شرق دجله و جنوب زاب کوچک در ناحیهٔ میان‌رودان واقع شده بود. در دوران اسلامی این شهر را کرکوک می‌نامیدند.

## شهرهای پیروز یکم
|   | نام شهر در دوران ساسانی | نام شهر در دوران اسلامی | ناحیه‌ای که شهر در آن بنا گردید |
| ۱ | باذان پیروز             | اردبیل                  | آذربایجان                      |
| ۲ | کام پیروز               | کامفیروز                | پارس                           |
| ۳ | رام پیروز               | فیروز                   | ری                             |
| ۴ | کرخه پیروز              | سامره                   | میان رودان                     |
| ۵ | شاد پیروز               | –                       | میان رودان                     |
| ۶ | روشن پیروز              | –                       | مازندران                       |

### شهر باذان پیروز
«باذان پیروز» را پیروز یکم در آذربایجان بنا نمود. فردوسی، دینوری، و یاقوت حموی آن را با اردبیل یکی دانسته‌اند. به احتمال زیاد این شهر باستانی از دوران کهن برجای بوده و پیروز آن را توسعه و گسترش داده است. دینوری می‌نویسد: فیروز شهر ری را احداث کرد و آن را رام فیروز خواند. ابن بلخی کام فیروز را ناحیتی بر کنار رود کر می‌نویسد که:
«دارای بیشه‌ای عظیم است از همه درختان بلوط و زعور و بید و معدن شیران است چنان‌که هیچ جای مانند آن شیران نباشد و هوای آن سردسیر است و به اعتدال و آب از رود است آبی خوشگوار و حومه آن تیرمایجان است و بیشترین دیه‌های آن خراب است».

### دیگر شهرهای پیروز
شهر ری خود یکی از شهرهای باستانی ایران است یکی از نواحی مهمی است که تمدن بسیار باستانی دارد و آثار شهرنشینی از حدود هزاره سوم قبل از میلاد در آن کشف شده است و به همین سبب در تازی به آن لقب ام البلاد (مادر سرزمین‌ها) و شیخ البلاد (پیر سرزمین‌ها) داده‌اند. دربارهٔ نواحی مختلف ری حمدالله مستوفی شرح مفصلی دارد در ضمن شمردن سیصد و شصت پاره دیه این ولایت نام قریه «فیروز رام» را که از ساختمان‌های پیروز ساسانی است نام می‌برد و می‌نویسد: «[آنجا را] اکنون فیروز بران خوانند.» پیروز همچنین شهر «کام پیروز» را در ساحل رود کر و «کرخه پیروز» را در شمال شهر باستانی سامره و در نزدیکی آن و «شاد پیروز» را احتمالاً در حدفاصل سرزمین میان‌رودان و ماد بنا کرد. ابن خردادبه، شاد پیروز را یکی از دوازده استان عراق نام برده است.
پیروز یکم به منظور دفاع از مرزهای ایران از شمال و هجوم خزرها بنای سه شهر را آغاز کرد یکی شهر «رام فیروز» در ناحیهٔ ری و جنوب کرانهٔ جنوبی خزر و نزدیک تهران، دیگر «روشن پیروز» که شهر مستحکم در مازندران و سومی «شهرام پیروز» در آذربایجان در کرانهٔ غرب دریای خزر احداث گشت.

## شهرهای قباد یکم
|   | نام شهر در دوران ساسانی | نام شهر در دوران اسلامی | ناحیه‌ای که شهر در آن بنا گردید |
| ۱ | به از آمد کواد          | ارجان                   | پارس                           |
| ۲ | پیروز کواد              | بردعه                   | ارمنستان                       |
| ۳ | ابر کواد                | ابر قباد                | خوزستان                        |
| ۴ | کواد خُوره               | قباد خُوره               | پارس                           |
| ۵ | آباد کواد               | –                       | تبرستان                        |
| ۶ | ایران شاد کواد          | –                       | ماد                            |
| ۷ | ایران آسان کواد         | –                       | مازندران                       |

سیاست شهرسازی ساسانیان توسط دیگر پادشاهان ساسانی از جمله قباد یکم نیز ادامه یافت. دوران سلطنت قباد به دو دوره مجزا تقسیم می‌شود. وقتی که بعد از شاپور دوم شاهنشاهان تحت نفوذ اشراف و روحانیون درآمدند، موضوع سیاست شهرسازی دچار بحران گردید. قباد برای کم کردن نفوذ بزرگان و روحانیون به طرفداری از نهضت مزدکی پرداخت و با مخالفت بزرگان و روحانیون مواجه شد و به زندان افتاد و برادرش را جای او به پادشاهی رساندند. پس از دومین بار که قباد به حکومت رسید، یعنی موقعی که تناسب قوا به نفع نفوذ و قدرت پادشاه تغییر کرد، سلطنت قرین آرامش و صفا شد و به همین دلیل بود که شاه ساسانی دست به‌آبادی و عمران کشور زد و شهرهای جدیدی به وسیله او ساخته شد.
در زمان قباد همگام با اصلاحات اجتماعی و اقتصادی، روند توسعه ایجاد شهرها سرعت گرفت و در نقاط مختلف ایران شهرهای جدیدی ساخته شد. ابن خردادبه و ابن قدامه که در قرن هشتم هجری از سرزمین عراق سخن رانده‌اند، گویند عراق مشتمل بر دوازده استان است؛ بنا بر این تقسیم‌بندی هنوز چهار استان آن به نام قباد نامیده می‌شد که عبارت بودند از استان سوم به نام «شاد قباد» و استان دهم و یازدهم و دوازدهم که به ترتیب به نام استان «به قباد بالا» و «به قباد میانه» و «به قباد پایین» نامگذاری شده بودند.

### شهر به از آمد کواد
قباد پس از شکست رومیان و فتح قلعه آمد شهری بنا نمود و آن را «به از آمد کواد» یعنی شهر قباد بهتر از آمد، نامید. به از آمد کواد میان پارس و خوزستان و در کنار یکی از شاخه‌های رود طاب به منظور تأمین حمل و نقل در دو سوی رودخانه احداث شده بود. پس از انقراض ساسانیان این شهر به حیات اجتماعی خود ادامه داد و در این زمان ارجان نامیده می‌شد.
طبری شهرهای زیادی را که به دستور قباد یکم ساخته شده بودند نام می‌برد و به نظر او قباد بیش از هر پادشاهی شهر بنا کرده است. ابن فقیه می‌گوید:
«ارجان از بناهای قباد بن فیروز است؛ زیرا که او هنگامی که پادشاهی را از برادرش جاماسپ باز پس گرفت، با رومیان جنگ کرد؛ و دو شهر از شهرهای جزیره را بگشود و بفرمود تا میان فارس و اهواز شهری ساختنند و آن را بر قباد نامید؛ و همان است که اکنون ارجان گویند. آنجا را استان کرد و چند روستا از خوره‌های رامهرمز و شاپور اردشیر خره و سپاهان بدان داد.»
ابن بلخی نیز شرح داده است که: «و چون قباد به پادشاهی نشست، سیرت‌های نیکو نهاد و عمارت‌های بسیار، و آثار او این شهرها است که در اصل او بنا کرده است: ارجان و نواحی آن، قباد خوره از اعمال پارس و شرح آن داده آید.» و همچنین حمزه اصفهانی دادهاست که: «[قباد] در فارس ولایتی به نام به از آمد کواد که همان ارجان است یعنی بهتر از آمد است بنا کرد.» در زین‌الخبار آمده: «و قباد باب‌الابواب (دروازه‌ها) بنا کرد، و حلوان و ارگان و قباد خره و بردعه و شیراز، این شهرها او بنا کرد.»
ارجان یکی از شهرهای مهم فارس بود، که از قرار معلوم اهمیت تجاری آن بیش از اهمیت صنعتی بود. سبب اهمیت تجارتی شهر حاصل‌خیزی اطراف و نزدیکی دریا و موقعیت شهر بود که در سر شاهراه فارس به خوزستان و از آنجا به بین‌النهرین واقع شده بود.

### پیروز کواد
قباد اقداماتی به منظور تحکیم مرزهای ایران در ناحیه قفقاز به عمل آورد. او برای مقابله با قومی از هون‌ها موسوم به سابیر که در سال ۵۱۶ میلادی به ارمنستان و آسیای صغیر می‌تاختند و سرزمین‌ها را غارت و ویران می‌نمودند، شهر پرتو را تبدیل به دژ مستحکمی کرد و آن را «پیروز کواد» نامید و آن را جایگاه مرزبان قرار داد. که به تدریج شهر کاوالاک پایتخت قدیم را تحت شعاع قرار داد. شهر پرتو که تازیان آن را معرب کردهٔ بردع یا بردعه گفته‌اند کرسی‌نشین ایالت اران بود که خرابه‌های آن تاکنون برجاست. یاقوت حموی بردعه را شهری در انتهای آذربایجان می‌نویسد. اهمیت این شهر بیشتر از آن جهت بود که در سر راه قبایل مهاجم قرار داشت و مانند سدی مانع از رخنهٔ آن‌ها به شهرستان‌های ایران می‌شد.

### ابر کواد
قباد به هنگام لشکر کشی به روم شهرهای معروف آمد و میافارقین را متصرف شد و اسرای زیادی با خود آورد و به فرمان او برای اقامت اسیران شهری بین اهواز و فارس در استان میشان بنیاد کردند آن را «ابر کواد» نامید که همان استان علیاست و شامل چهار بخش بود و یکی از ان چهاربخش، بخش انبار و شامل هیت و اعانات بود. این شهر در نزدیکی منطقهٔ بصره کنونی قرار داشت. ابر کواد از رونق اقتصادی خاصی برخوردار بود و در ضرابخانهٔ بزرگ آن به وفور سکه ضرب می‌کردند. یزید بن معاویه خلیفهٔ دوم امویان آن را هنگام زمامداری خود ضمیمه خلافت اموی کرد. نام ابر کواد یا ابر قباد در پشت سکه‌های عرب-ساسانی تا سال ۹۶ هجری دیده می‌شود.
حمزه اصفهانی در مور شهرسازی در دوران سلطنت قباد می‌نویسد: «شهرهایی ساخته که میان حلوان و شهر زور بود و آن را شهر آباد کواد نامید. دیگری میانه جاجان و ابرشهر و آن را ایران شاد کواد خوانده است.» ابن خردادبه شهر زور را از ساخته‌های قباد می‌دادند و می‌نویسد: «شهر آن نیم راه است یعنی در نیمه راه از مدائن تا آتشکده شیز و آن را کواد پسر پیروز ساخته است.»

### شهر آباد کواد
قباد شهر دیگری در میان گرگان و ابرشهر بنا نمود و آن را «آباد کواد» نامید. محل دقیق این شهر مشخص نیست؛ اما آنچه مسلم است اغلب شهرهایی که در حوالی گرگان یا بین گرگان و خراسان توسط شاهان ساسانی احداث می‌شد، جنبهٔ نظامی داشته و برای مقابله با اقوام بیابانگرد آن نواحی مانند اقوام هون، هپتالیان و دیگر قبایل مهاجم ایجاد می‌شدند.

### شهر ایران آسان کواد
گروهی از شرق شناسان از جمله هرتسفلد و کریستن سن آن را همان شهر کرخ یا کرخا در ناحیهٔ شوش تصور کرده‌اند که بنای آن به شاپور دوم نسبت داده شده و احتمالاً در زمان قباد دوباره بازسازی شده است.

### شهر ایران شاد کواد
قباد شهری در سرزمین ماد میان حلوان و شهر زور بنا نمود و آن را «ایران شاد کواد» نامید.

### شهر قباد خُوره
به فرمان قباد در سرزمین پارس و در نزدیکی اردشیر خُوره شهری ساخته شد که «قباد خُوره» نام گرفت. اغلب مورخان اسلامی نام قباد خُوره را دربارهٔ ولایتی که در اطراف شهر کازرون واقع بود به کار برده‌اند.

## شهرهای خسرو انوشیروان
|   | نام شهر در دوران ساسانی | نام شهر در دوران اسلامی | ناحیه‌ای که شهر در آن بنا گردید |
| ۱ | وه انتیوک خسرو          | رومقان یا رومیه         | میان‌رودان                      |
| ۲ | دستگرد خسرو             | دسکرةالملک              | میان‌رودان                      |
| ۳ | شاد خسرو                | –                       | خراسان                         |
| ۴ | خسرو مشت آباد           | –                       | خراسان                         |
| ۵ | ویسپ شاد خسرو           | –                       | خراسان                         |
| ۶ | هوبد خسرو               | –                       | خراسان                         |
| ۷ | شاد فرخ خسرو            | –                       | خراسان                         |

### شهر وه انتیوک خسرو
به‌دنبال مداخله و تحریکات امپراتوری بیزانس در امور داخلی و سیاسی اعراب دست نشاندهٔ ایران، خسرو انوشیروان با سپاهی بزرگ از فرات گذشته و در سال ۵۴۰ میلادی شهر انتاکیه و سلوکیه را که مهم‌ترین و آبادترین شهرهای آن روزگار بود تسخیر نمود. این شهر به قدری مورد پسند خسرو قرار گرفت که به رسم پیشینیان خود، شهری در سمت غربی دجله و نزدیکی تیسفون با نقشه و مشخصات و وسعت آن بنا نمود و ساکنان انتاکیه را در شهر جدید که وه انتیوک خسرو به معنی «شهر خسرو بهتر از انتاکیه» نامیده شد، کوچ داد. طبری در مورد این شهر می‌نویسد:
«خسرو از آن پس که سال‌ها پادشاهی کرد و مُلک نظام گرفت ولایت‌ها به اطاعت آورد، به سوی انطاکیه رفت که سران سپاه قیصر آنجا بودند و شهر را بگشود و بگفت تا شهر انطاکیه را تعداد منازل و راه‌ها و هر چه در آن بود به نقشه آرند و پهلوی مدائن شهری همانند آن را بسازند و شهری را که رومیه نام گرفت به صورت انطاکیه بساختند و مردم انطاکیه را بیاورد و در آنجا مقر داد و چون از در شهر درون شدند، مردم هر خانه به خانه‌ای شدند همانند آنچه در انطاکیه داشته بودند، گویی از آن برون نشده بودند.»
خسرو انوشیروان برای ساخت این شهر هیپودامی از بلاد سوریه و رودس، رخام و ستون‌های مرمر و موزائیک زجاجی و سنگ‌های تراش‌دار عظیم به ایران آورد. مسعودی حکایت می‌کند که خسرو پس از عقد صلح با امپراتور روم از سوریه مرمر و سنگ‌های رنگین و چندین قسم فسیفیسه (Fusaifisa) با خود آورد. فسیفیسه ترکیبی است از شیشه و سنگ درخشان و رنگارنگ به شکل مکعب که برای تزیین کف اتاق‌ها و عمارت‌ها به کار می‌برند. بعضی از آن‌ها از حیث منظر شبیه جام بلور است. عمارت و اندرون حصار را مطابق آنچه در انتاکیه و سایر بلاد سوریه دیده بود، با موزاییک زینت داد. دیوارهای رومیه از گل بنا شده بود. خسرو همچنین در این شهر چندین حمام و یک میدان اسب‌دوانی بنا کرد و به سکنه آن امتیازات و عنایات مخصوصی مبذول داشت. از جمله مسیحیان را آزادی مذهبی عطا نمود. اهالی این شهر مستقیماً تحت نظر شاه قرار گرفتند و هر گاه مجری بدان جا پناهنده می‌شد، کسی حق نداشت معترض او بشود.
این شهر تا یک قرن بعد از اعراب عراق را فتح کردند پارجا بود و به تناسب «رومگان» (شهر رومیان) به آن «رومقان» می‌گفتند. بنا به نوشته مورخان و جغرافیانگاران، شهر مذکور به شکل انطاکیه که شهری چهار گوش بود ساخته شد.

### شهر دربند
یکی از مهم‌ترین شهرهای نظامی که توسط انوشیروان بازسازی گردید، شهر دربند (دربند روسیه) بود. این شهر در شمالی‌ترین نقطهٔ ایالت شیروان قرار داشت. شهر در تنگهٔ باریکی قرار گرفته بود که از یک‌سو به دریا و سوی دیگرش به کوهستان بود. خسرو آن را به دژی استوار تبدیل نمود که باروی محکم آن سد راه قبایل مهاجم خزرها گردید. مؤلف حدود العالم آن را «شهر دربند خزران» می‌نامد. اعراب آن را «باب‌الابواب» یعنی در می‌نامیدند.

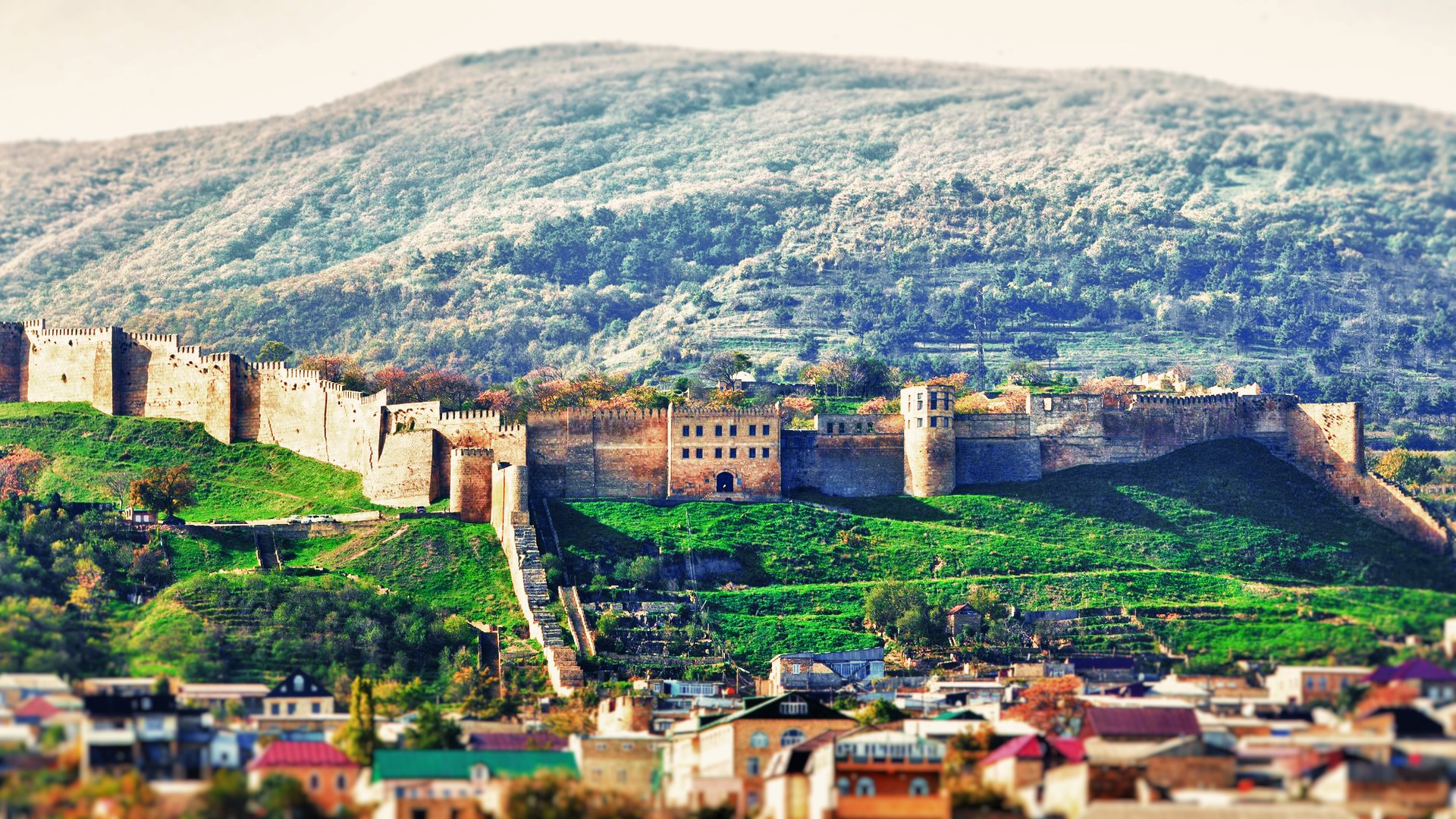
نمایی از دژ دربند خسرو انوشیروان

در مورد ساخت این شهر مسعودی می‌نویسد: «چون انوشیروان شهری را که معروف به دربند و باب‌الاباب است و بارو را در دریا و خشکی و کوهستان بساخت در آن جا مردمانی نشانید و بر هر گروه از ایشان فرمانروایی گماشت و پایگاهای گوناگونی بر ایشان مقرر کرد که هر شاه را نامی مشخص بود و مرزی شناخته برای هرکدام از ایشان پدیدآورد.» طبری در مورد شهری به نام دربند نام می‌برد و می‌گوید در بیشتر منابع دربند سغد نامیده می‌شده است که از ساخته‌های انوشیروان است. یاقوت حموی در کتاب معجم‌البلدان می‌نویسد:
«باب‌الاباب دیواری است که انوشیروان ساخته است، یک طرف آن در دریاست و پایه‌اش را تا آنجا حفر کرده‌اند که دیگر هیچ راهی بدان نیست و هفت فرسنگ پیش برده‌اند تا به جای جنگلی سر در هم و کوهی دشوارگذار که پیمودنی نیست. آن دیوار را با سنگ‌های تراشیدهٔ چهارگوشه ساخته‌اند که یک سنگ از آن‌ها کمتر از توان پنجاه مرد نیست. این سنگ‌ها را پای بر پا کرده‌اند و با میخ‌های آهنین با یکدیگر پیوسته و استوار کرده‌اند.»

### دستگرد خسرو
دستگرد خسرو اقامتگاه و شهر مورد علاقهٔ خسرو پرویز بود؛ اما اغلب مورخان بنای آن را به دوره‌های قبل از خسرو پرویز نسبت می‌دهند. از آنجا که اغلب شهرهای بنیاد یافته، توسط شاهان ساسانی طبق سنت معمول با نام سازندهٔ آن همراه بود، بنابراین «دستگرد خسرو» را باید از ساخته‌های خسرو انوشیروان دانست.

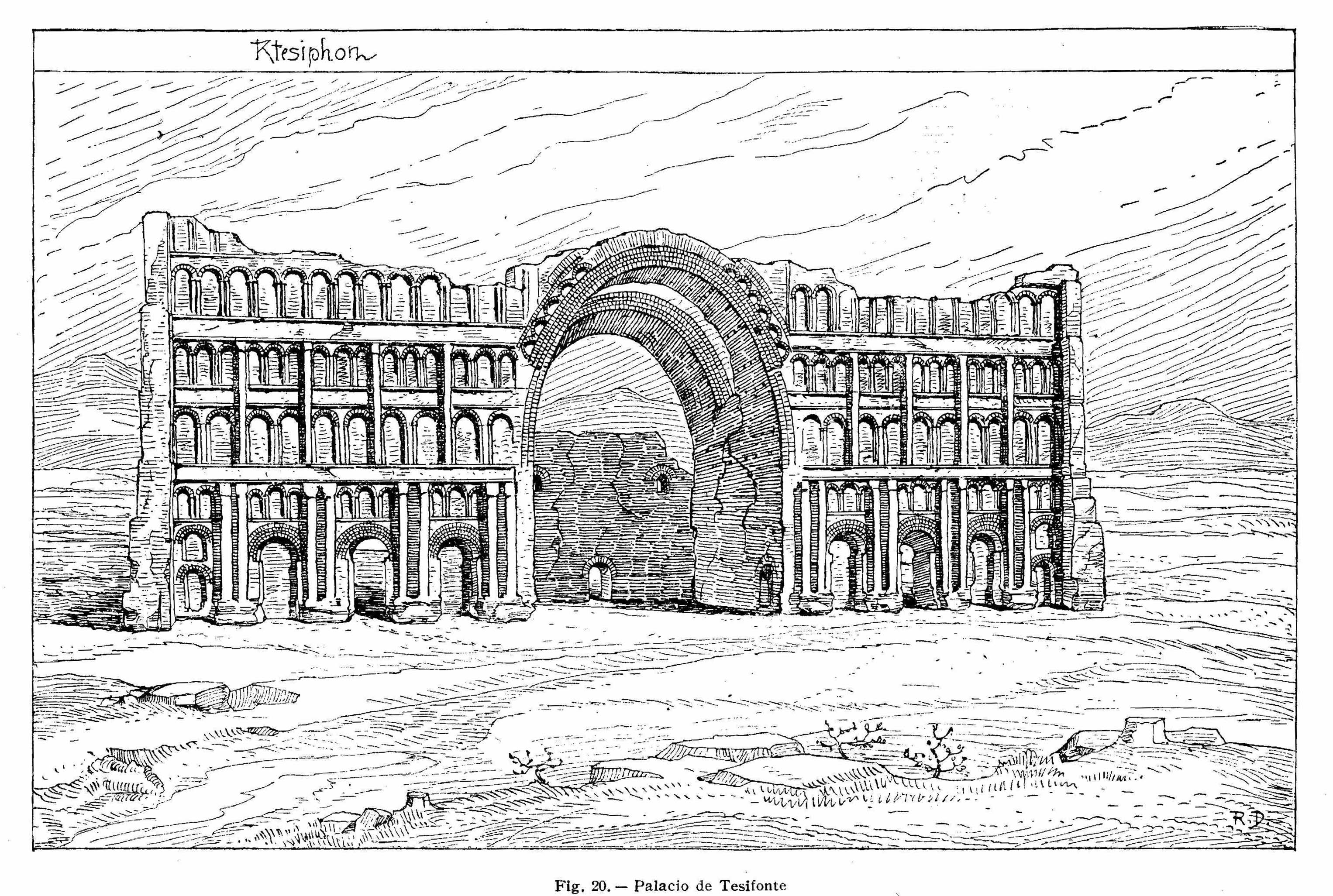
تصویری نقاشی شده از ایوان خسرو که به دست خسرو انوشیروان در تیسفون ساخته شد.

### شهرهای خراسان
انوشیروان در کُستَکِ خراسان پنج شهر بنا نمود. این شهرها عبارت بودند از: «خسرو شاد»، «خسرو مشت آباد»، ویسپ شادخسرو، «هوبد خسرو» و «شاد فرخ خسرو» که متأسفانه به محلی که این شهرها در آن ساخته شده‌اند، اشاره نشده است. علاوه بر پنج شهر، ساختن دیوار دفاعی عظیمی به نام دیوار بزرگ گرگان به طول ۲۰۰ تا ۱۰۸۰ کیلومتر را در آن ناحیه به انوشیروان نسبت می‌دهند. به احتمال دیواری با این طول نمی‌توانسته در روزگار یک پادشاه ساخته شود و احتمالاً ساختمان آن را پیشینیان آغاز کرده بودند.